# Асим Екрен
Асим Екрен (нар. 1951 — 26 квітня 2021) — турецький музикант, барабанщик і джазист.

## Життя
Народився в місті Адапазари, Туреччина. Був барабанщиком групи «Злодії» у 60-х роках. Уклав свій перший шлюб з Асуман Башар, сестрою Сельчука Башара, диригента Стамбульського оркестру розвитку. У нього було двоє дітей на ім'я Бінназ та Мерт від цього шлюбу. 1982 року був заручений із Зеррін Озер. 22 липня 1985 року одружився із Зейнеп Озал. Після одруження на Зейнеп Езал працював в різних галузях промисловості. Через 53 дні після розлучення із Зейнеп Озал оженився на своїй колишній нареченій, актрисі Селмі Гюнері на церемонії одруження Каміля Сонмеса в шлюбному бюро в Кадикьой.
У 1987 році зіграв музиканта, який був причетний до контрабанди зброї у фільмі «Бомба». Захворів на рак лімфи в 2011 році.
21 травня 2011 р. переїхав до міста Бодрум.

## Ягуар пронизує барабан
Перед виборами 1987 року в турецьких представників автомобільної фірми «Jaguar» відбулася подія, яка розпочалася з подарунка Асиму Екрену розкішного автомобіля. 31 липня 1986 р. Велика Анатолійська партія змінила емблему партії на «Ягуар, що пробиває барабан», посилаючись на цю подію за рішенням YSK. Барабан в його емблемі був обумовлений тим, що дочка лідера АНАП Тургута Йозала, Зейнеп Озала — дружина відомого барабанщика Асима Екрена.

## Творчість
Він працював з Гаро Мафяном, Атіллою Оздеміроглу, Угуром Башаром і Сельчуком Башаром в оркестрі розвитку Стамбула. У 1990-х він продовжив навчання музиці з багатьма музикантами в «Державній сучасній спільноті народної музики» Міністерства культури. Разом із Ченгізом Оздеміром та басистом Ейлемом Пелітом він заснував гурт під назвою «Фолкестра», який інструментально інтерпретував модернізовані пісні турецької народної музики.